# Вецці-Портіо
Вецці-Портіо (італ. Vezzi Portio, ліг. Vessi) — муніципалітет в Італії, у регіоні Лігурія, провінція Савона.
Вецці-Портіо розташоване на відстані близько 430 км на північний захід від Рима, 50 км на південний захід від Генуї, 13 км на південний захід від Савони.
Населення — 812 осіб (2014).
Щорічний фестиваль відбувається 6 серпня. Покровитель — Найсвятіший Спаситель.

## Демографія
Населення за роками:

Станом на 1 січня 2023 року в муніципалітеті офіційно проживали 32 іноземці з 15 країн, серед них 16 громадян країн Євросоюзу та 1 громадянин України.

## Сусідні муніципалітети
- Фінале-Лігуре
- Малларе
- Нолі
- Орко-Фельїно
- Куїліано
- Споторно
- Вадо-Лігуре